# Trem das Águas

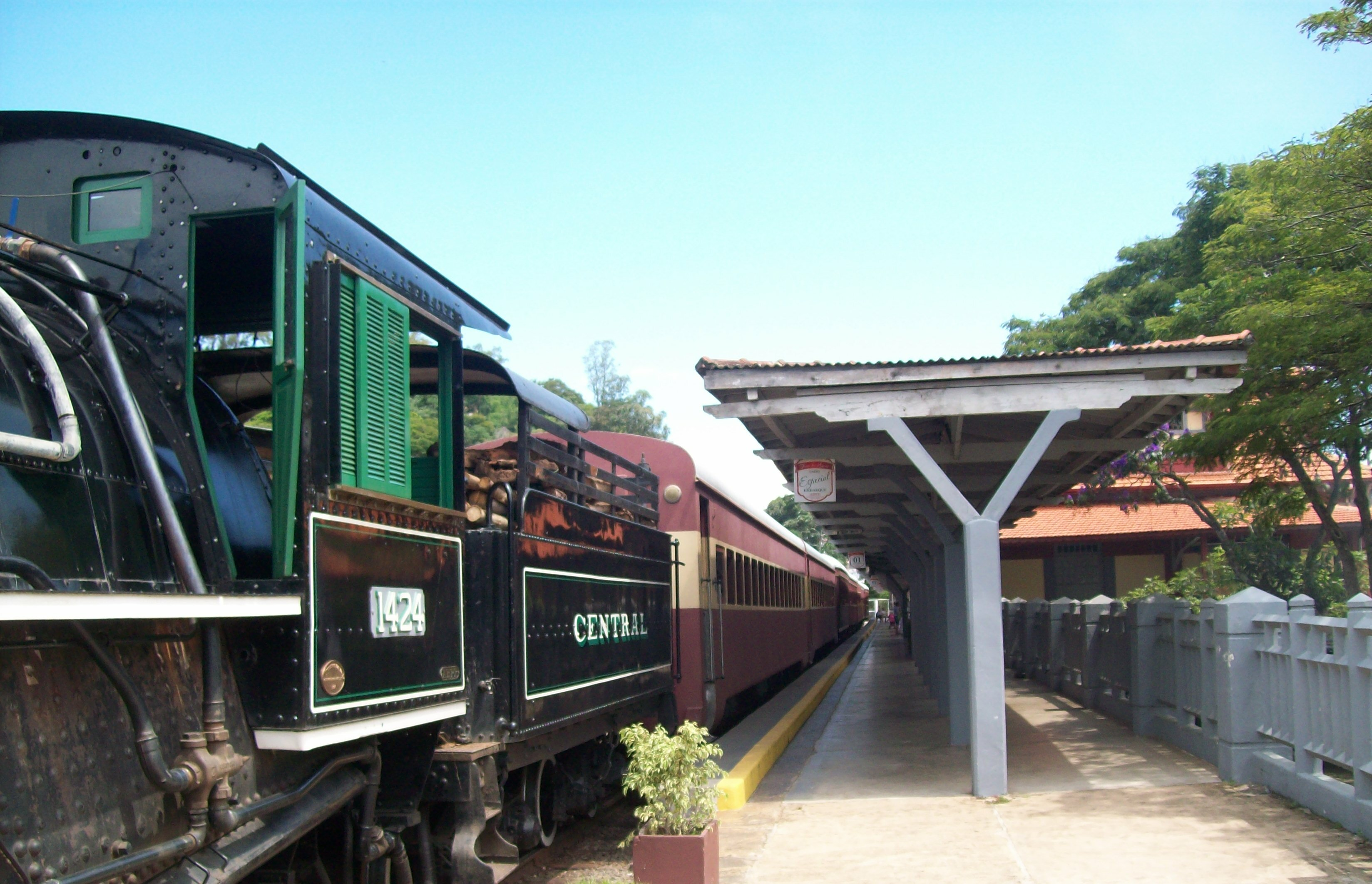
Trem das Águas em São Lourenço

O Trem das Águas é um trem turístico cultural, cujo trajeto sai da cidade de São Lourenço até Soledade de Minas, a 10 km do ponto de partida. O trem é conduzido por uma autêntica locomotiva a vapor, oriunda da Estrada de Ferro Leopoldina. Este trem é operado pela ABPF, Regional Sul de Minas.
O trem normalmente funciona nos finais de semanas e feriados (confirmar na estação os horários). Aos sábados o trem parte as 10:00hs e 14:30hs, aos domingos as 10:00hs, podendo também serem agendadas viagens extras conforme a demanda.

## Roteiro
A viagem tem início em São Lourenço, km 80 da extinta The Minas and Rio Railway Company e segue em direção a Soledade de Minas, km 90. A viagem dura em torno de 40 minutos e os passageiros contam com guias e violeiros que ajudam a animar ainda mais o passeio.
Após a chegada em Soledade, o trem para por 40 minutos para que os passageiros possam conhecer a feira de artesanato e guloseimas, é feita então a manobra da locomotiva, após a parada é iniciada a viagem de retorno a São Lourenço.

## Expansão
Em 2011 foram iniciados os trabalhos de restauração da via permanente de São Lourenço (km 80) a São Sebastião do Rio Verde (km 60), que quando concluídos vão trazer de volta mais 20kms da ferrovia The Minas and Rio Railway Company .

## Imagens

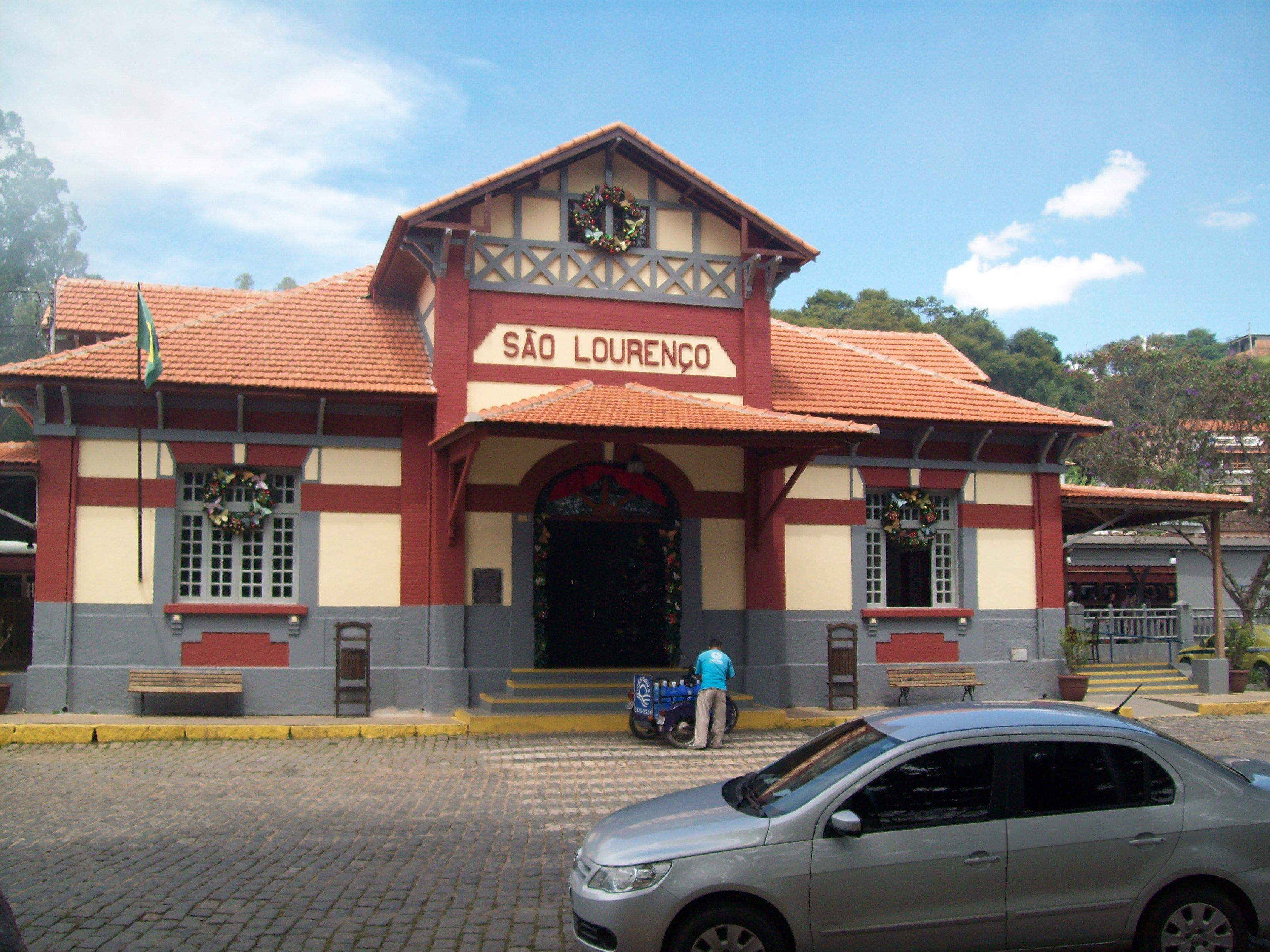
Fachada da Estação São Lourenço
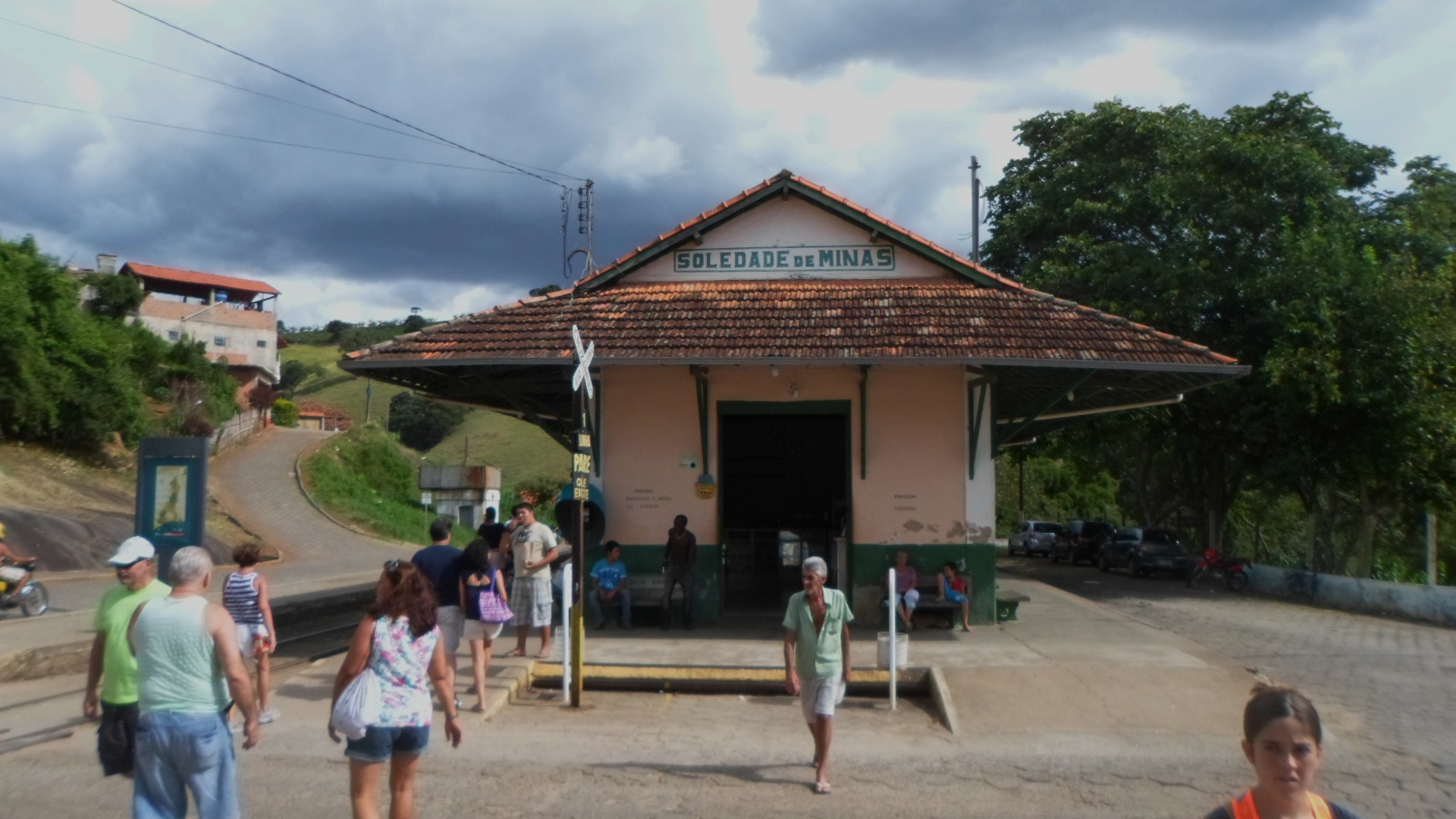
Estação Soledade de Minas
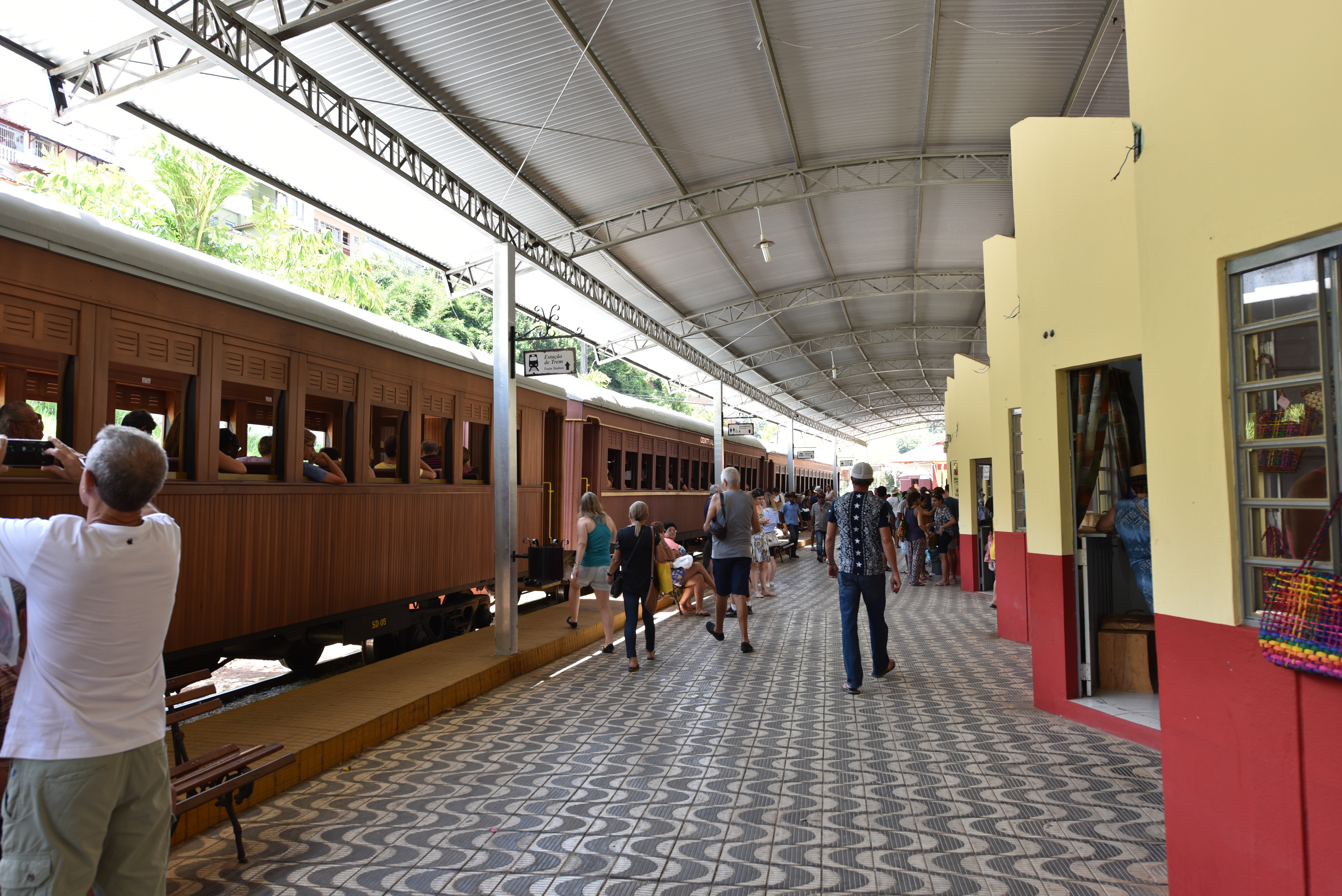
Trem das Águas na Estação Soledade de Minas
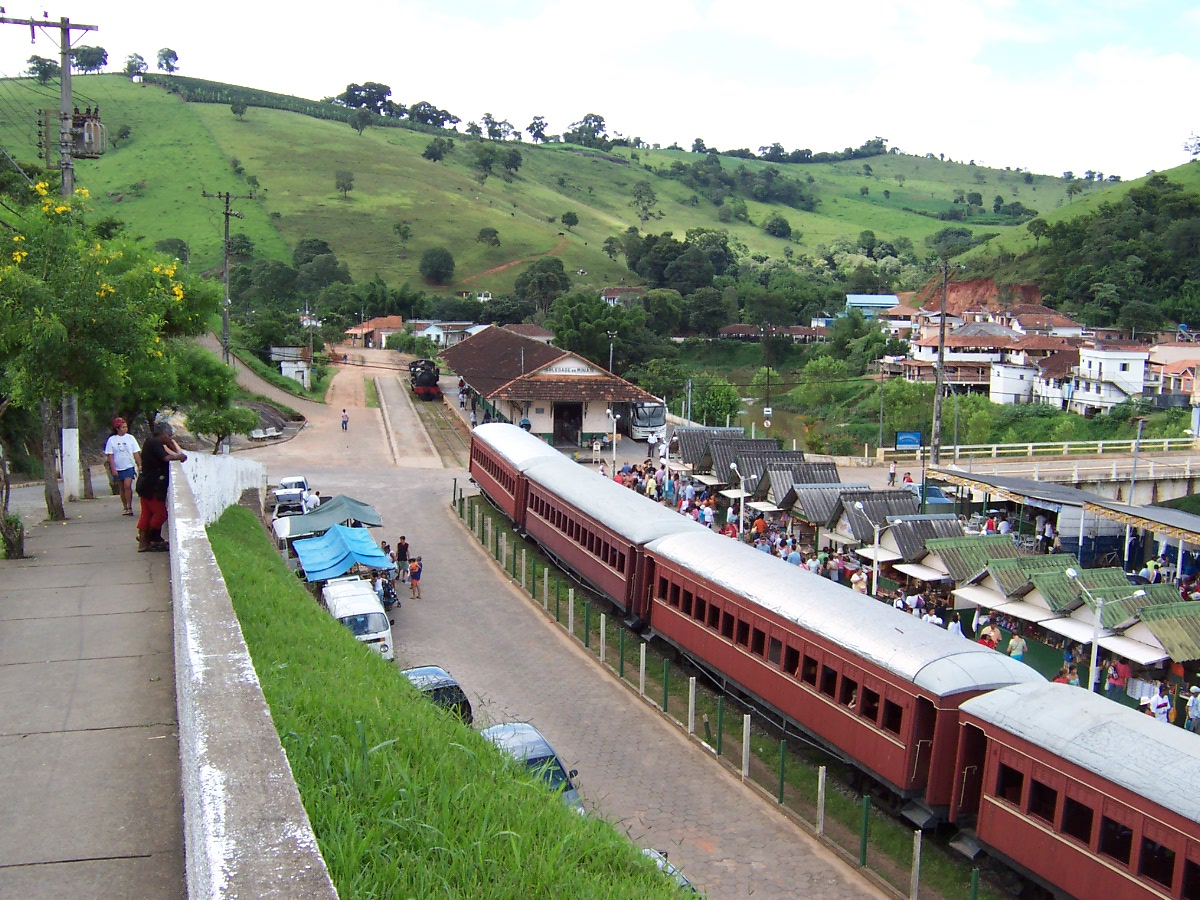
Trem das Águas em Soledade de Minas (2005)